# 아내가 돌아왔다
《아내가 돌아왔다》는 2009년 11월 2일부터 2010년 4월 16일까지 방영된 SBS 일일드라마이다.

## 등장인물

### 주요 인물
- 강성연 : 정유희 / 정유경(제시카 게이츠) / 준코 역 (제시카 역까지 합쳐 1인 4역) (아역 : 김유리, 이윤정)

이 드라마의 여주인공.
일란성 쌍둥이 여동생인 유경과 함께 고아원에 버려졌다. 선천성 심장병인 유경을 보호하며 자랐다. 7세 때, 심장수술을 해야 하는 유경을 위해 미국 입양을 유경에게 양보했다. 유희도 구경만에게 입양되면서 유경과 소식이 끊긴다. 양모 도도화에게 구박을 당하다 양부의 사업이 망하면서 파양된다. 여행에서 만난 윤상우와 사랑에 빠진 뒤 시어머니가 될 박 여사의 반대를 무릅쓰고 둘만의 결혼을 한다. 상우와 섬에서 살며 딸 다은을 낳는다. 그러나 다은이 선천성 심장병으로 위험해지자 그녀의 행복이 무너진다. 다은을 살리기 위해 시어머니 박 여사와 거래를 하고 상우의 곁을 떠난다.
언니 소식을 듣고 힘들어하는 언니를 찾아갔지만 언니는 이미 사라진 후였다. 언니를 찾아다니는 과정에서 언니를 괴롭힌 사람들의 실체를 알게 되고, 결국 그들이 언니를 죽게 만들었다는 사실에 분노하면서 복수를 결심한다.
- 조민기 : 윤상우 역

이 드라마의 페이크 남주인공.
정유희의 전 남편. 중소건설업체의 외아들로 부유하게 자랐다. 사업을 물려받기 바라는 부모의 뜻과는 달리 식물학자가 되었다. 정유희와 사랑에 빠진 뒤 어머니 박 여사의 반대가 심했지만 부모와 의절하고 둘만의 결혼을 한다. 유희가 다은을 살리기 위해 떠난 줄 모르고 한강수를 따라 집을 나간 것으로 오해한다. 다은을 친딸처럼 아끼는 서현과 결혼하지만 유희의 그림자 때문에 행복하지 않다. 그렇게 뭔가 비어있는 일상을 보내던 중 유희와 다시 만난다. 한강수에게 구박 받으며 힘들게 사는 유희를 보는 순간, 유희를 향한 미움은 사라지고 연민이 솟아 오른다. 동정 반 애정 반으로 상우와 유희의 인연은 다시 시작된다.
- 김무열[1] : 한강수 역[2]

이 드라마의 서브 남주인공이자 메인 빌런.
나쁜 남자, 그러나 매력있다. 어려서 부모를 잃었으나 열심히 공부해 건설회사에 들어갔을 때는 순수한 청년 이었다. 자신을 좋아하는 줄 알았던 유희가 상우와 사귀자 엇나가기 시작한다. 유희가 원한 게 돈이라면 자신도 돈을 가지고 그녀를 행복하게 해주면 된다고 생각했다. 횡령을 하고 유희에게 청혼하지만 유희는 상우를 선택한다. 사랑도 잃고 횡령사실까지 드러나 감옥에 간다. 출소 후 유희를 찾아 섬으로 간다. 그 곳에서 상우의 곁을 떠난 유희를 만나 함께 서울로 온다. 유희와 함께라면 행복할 줄 알았지만 현실은 달랐다. 고아출신에 전과까지 있는 그에게 삶은 힘들었다. 게다가 상우를 잊지 못하는 유희를 보면서 배신감에 시달린다.

### 민서현의 가족
- 윤세아 : 민서현 역[3]

이 드라마의 서브 여주인공이자 진 최종 보스.
의사. 상우의 후처. 엄마가 죽은 후 아버지 민 회장과 오빠 민영훈을 돌봐 온 착한 딸, 민 회장이 외도로 낳아온 이복동생 민이현도 친동생처럼 돌봤다. 아버지의 뜻에 따라 의사가 되어 어머니가 남긴 병원과 의료재단을 맡고 있다. 의료봉사를 갔다 상우의 딸 다은을 구해준 인연으로 결국 상우와 결혼한다.
- 박정철 : 민영훈 역

이 드라마의 진 남주인공.
민서현의 오빠. 건설회사 기획실장. 어린 시절 아버지가 병약한 엄마를 두고 외도하는 것을 목격한 후 부자 관계에는 벽이 생긴다. 미국으로 유학을 가 살고 싶은대로 살았다. 그러다 한국에 돌아와 한 여자를 만난다. 고아라는 그녀가 외롭게 자란 자신 같아서 더 마음이 쓰인다. 양부모를 찾아주고 그녀의 기억을 찾아주기 위해 애쓴다.
- 이채영 : 민이현 역

이 드라마의 서브 여주인공.
민 회장의 막내딸. 서현과 영훈의 이복 동생. 민 회장의 본처가 죽은 후 아버지에게 왔다. 맞선남을 골려 주러 간 술집에서 한강수를 만난다. 그런데... 그 남자 눈빛이 다르다. 자신감과 허세가 넘치는 남자 솔직히 이현은 별로인데 돈은 탐난다고 하는 남자 이 남자 한강수와 함께라면 해볼만하다는 생각이 든다.
- 김병기 : 민성태 역

사남매의 아버지. 대한건설 회장. 지적이고 합리적인 성격이지만 회사를 키우기 위해서는 수단과 방법을 가리지 않는 냉정한 모습을 갖고 있다.

### 윤상우의 가족
- 선우은숙 : 박정숙 역

본작의 만악의 근원이자 페이크 최종 보스.
윤상우의 어머니. 과거 미수건설의 사장이었고 현재 갤러리를 운영하고 있다. 겉과 속이 다르며 상우의 출세를 위해서라면 비인간적인 모습도 서슴지 않는 여자.
- 전민서 : 윤다은 역

윤상우와 정유희의 딸. 유치원생.

### 주변 인물
- 이원재 : 구경만 역

정유희의 양부. 정이 많고 착하다. 아내 도도화의 드센 성질을 다 받아주며 유경의 복수를 돕는다.
- 권기선 : 도도화 역

정유희의 양모. 어떤 일이든 자신에게 유리하게 생각하고 잇속 먼저 챙기기에 바쁘지만 나름 귀여운 여자.
- 전보영 : 김현주 역

정유희의 친구. 추리소설 마니아로 추리소설가 지망생. 영배를 좋아하지만 드러내지 못하고 술만 늘어간다.
- 서동원 : 박영배 역

김현주의 애인. 형사. 경찰학교 수석졸업에 허우대 멀쩡한 청년. 하지만 쪼잔하다. 현주를 좋아하지만 표현하지 않는다.
- 이선아 : 구동희 역

도도화와 구경만의 친딸. 조기 유학을 갔지만 공부에는 관심이 없고 자기 꾸미기에만 관심이 있다. 유희를 이용하는 엄마가 속물 같지만 자기도 닮았다. 영배를 좋아하고 현주와 삼각관계가 된다.
- 김원석 : 장기영 역

민서현의 동료, 의사, 상우의 친구

### 그 외 인물
- 이재욱 : 한강수의 지인 역 (6회 특별출연)
- 김하균 : 조합장 역 (7회 특별출연)
- 연미주 : 이지은 역 - 민영훈을 짝사랑하는 여자
- 이원재 : 남 비서 역 - 정유경의 비서
- 김송하 : 김 비서 역 - 박정숙의 비서
- 이무생 : 이 실장 역 - 민성태의 비서
- 금호석 : 재복 역
- 성인자 : 집 주인 역
- 김성오 : 김동철 역 (112회 특별출연)

## 시청률
| 2009년      | 2009년      | 2009년         | 2009년       |
| 회차        | 방송일      | TNmS 시청률    | TNmS 시청률  |
| 회차        | 방송일      | 대한민국(전국) | 서울(수도권) |
| ----------- | ----------- | -------------- | ------------ |
| 제1회       | 11월 2일    | 12.2% (11위)   | 12.5% (10위) |
| 제2회       | 11월 3일    | 11.3% (11위)   | 11.4% (8위)  |
| 제3회       | 11월 4일    | 10.2% (12위)   | 9.8% (17위)  |
| 제4회       | 11월 5일    | 11.0% (10위)   | 10.4% (12위) |
| 제5회       | 11월 6일    | 12.7% (8위)    | 12.6% (9위)  |
| 제6회       | 11월 9일    | 12.1% (10위)   | 11.4% (11위) |
| 제7회       | 11월 10일   | 11.9% (9위)    | 11.6% (11위) |
| 제8회       | 11월 11일   | 10.8% (11위)   | 10.7% (10위) |
| 제9회       | 11월 12일   | 13.1% (7위)    | 13.3% (7위)  |
| 제10회      | 11월 13일   | 11.5% (9위)    | 10.9% (12위) |
| 제11회      | 11월 17일   | 12.3% (8위)    | 12.4% (9위)  |
| 제12회      | 11월 18일   | 11.5% (8위)    | 11.3% (9위)  |
| 제13회      | 11월 19일   | 12.4% (8위)    | 12.2% (9위)  |
| 제14회      | 11월 20일   | 12.3% (8위)    | 11.6% (10위) |
| 제15회      | 11월 23일   | 12.3% (8위)    | 12.1% (9위)  |
| 제16회      | 11월 24일   | 12.6% (8위)    | 12.2% (8위)  |
| 제17회      | 11월 25일   | 10.4% (13위)   | 10.3% (12위) |
| 제18회      | 11월 26일   | 13.1% (8위)    | 13.4% (8위)  |
| 제19회      | 11월 27일   | 12.3% (8위)    | 12.0% (9위)  |
| 제20회      | 11월 30일   | 12.1% (9위)    | 12.4% (9위)  |
| 제21회      | 12월 1일    | 13.1% (8위)    | 13.3% (8위)  |
| 제22회      | 12월 2일    | 11.4% (8위)    | 11.1% (10위) |
| 제23회      | 12월 3일    | 14.0% (8위)    | 14.2% (8위)  |
| 제24회      | 12월 7일    | 13.9% (8위)    | 13.9% (8위)  |
| 제25회      | 12월 8일    | 13.2% (8위)    | 13.0% (8위)  |
| 제26회      | 12월 9일    | 11.5% (7위)    | 11.4% (8위)  |
| 제27회      | 12월 10일   | 12.9% (8위)    | 13.0% (8위)  |
| 제28회      | 12월 11일   | 12.4% (8위)    | 11.7% (9위)  |
| 제29회      | 12월 14일   | 13.4% (8위)    | 12.7% (9위)  |
| 제30회      | 12월 15일   | 13.3% (8위)    | 13.1% (9위)  |
| 제31회      | 12월 16일   | 13.0% (7위)    | 12.4% (8위)  |
| 제32회      | 12월 17일   | 14.4% (7위)    | 13.9% (9위)  |
| 제33회      | 12월 18일   | 15.3% (5위)    | 14.5% (7위)  |
| 제34회      | 12월 21일   | 13.4% (8위)    | 12.8% (10위) |
| 제35회      | 12월 22일   | 14.1% (7위)    | 14.0% (7위)  |
| 제36회      | 12월 23일   | 14.0% (7위)    | 13.6% (8위)  |
| 제37회      | 12월 24일   | 12.7% (9위)    | 12.3% (9위)  |
| 제38회      | 12월 28일   | 14.7% (6위)    | 14.3% (6위)  |
| 제39회      | 12월 29일   | 15.1% (8위)    | 15.1% (8위)  |
| 제40회      | 12월 30일   | 12.9% (11위)   | 12.8% (12위) |
| 제41회      | 12월 31일   | 13.8% (10위)   | 13.2% (12위) |
| 2010년      |             |                |              |
| 제42회      | 1월 1일     | 13.0% (8위)    | 12.3% (9위)  |
| 제43회      | 1월 4일     | 16.3% (4위)    | 16.4% (4위)  |
| 제44회      | 1월 5일     | 16.0% (6위)    | 15.9% (7위)  |
| 제45회      | 1월 6일     | 15.5% (6위)    | 15.3% (6위)  |
| 제46회      | 1월 7일     | 16.1% (6위)    | 15.7% (6위)  |
| 제47회      | 1월 8일     | 16.9% (5위)    | 16.2% (5위)  |
| 제48회      | 1월 11일    | 16.8% (5위)    | 16.6% (5위)  |
| 제49회      | 1월 12일    | 15.6% (6위)    | 14.8% (7위)  |
| 제50회      | 1월 13일    | 14.5% (7위)    | 14.6% (8위)  |
| 제51회      | 1월 14일    | 17.2% (7위)    | 17.0% (6위)  |
| 제52회      | 1월 15일    | 16.4% (5위)    | 16.2% (5위)  |
| 제53회      | 1월 18일    | 15.1% (5위)    | 15.2% (5위)  |
| 제54회      | 1월 19일    | 15.9% (7위)    | 15.4% (9위)  |
| 제55회      | 1월 20일    | 15.6% (6위)    | 15.4% (6위)  |
| 제56회      | 1월 21일    | 16.5% (7위)    | 16.2% (7위)  |
| 제57회      | 1월 22일    | 16.4% (5위)    | 16.0% (5위)  |
| 제58회      | 1월 25일    | 15.5% (7위)    | 15.1% (7위)  |
| 제59회      | 1월 26일    | 16.0% (7위)    | 15.6% (8위)  |
| 제60회      | 1월 27일    | 15.0% (7위)    | 14.5% (7위)  |
| 제61회      | 1월 28일    | 16.9% (7위)    | 16.7% (7위)  |
| 제62회      | 1월 29일    | 15.7% (5위)    | 15.4% (4위)  |
| 제63회      | 2월 1일     | 14.6% (10위)   | 14.0% (10위) |
| 제64회      | 2월 2일     | 15.0% (9위)    | 14.7% (9위)  |
| 제65회      | 2월 3일     | 14.3% (8위)    | 13.9% (8위)  |
| 제66회      | 2월 4일     | 16.9% (7위)    | 16.4% (7위)  |
| 제67회      | 2월 5일     | 15.8% (4위)    | 15.5% (5위)  |
| 제68회      | 2월 8일     | 15.1% (8위)    | 14.4% (8위)  |
| 제69회      | 2월 9일     | 17.0% (6위)    | 16.2% (8위)  |
| 제70회      | 2월 10일    | 15.4% (5위)    | 14.9% (6위)  |
| 제71회      | 2월 11일    | 14.8% (8위)    | 14.7% (8위)  |
| 제72회      | 2월 12일    | 14.4% (6위)    | 14.4% (6위)  |
| 제73회      | 2월 16일    | 14.7% (11위)   | 14.5% (12위) |
| 제74회      | 2월 17일    | 15.1% (7위)    | 14.9% (7위)  |
| 제75회      | 2월 18일    | 17.8% (7위)    | 17.4% (8위)  |
| 제76회      | 2월 19일    | 14.7% (7위)    | 14.6% (6위)  |
| 제77회      | 2월 22일    | 14.6% (8위)    | 14.4% (8위)  |
| 제78회      | 2월 23일    | 14.9% (8위)    | 14.9% (8위)  |
| 제79회      | 2월 24일    | 16.3% (7위)    | 16.5% (7위)  |
| 제80회      | 2월 25일    | 16.4% (6위)    | 16.4% (7위)  |
| 제81회      | 2월 26일    | 15.6% (6위)    | 15.5% (5위)  |
| 제82회      | 3월 1일     | 15.8% (7위)    | 16.3% (7위)  |
| 제83회      | 3월 2일     | 15.3% (8위)    | 15.0% (8위)  |
| 제84회      | 3월 3일     | 15.0% (7위)    | 15.4% (7위)  |
| 제85회      | 3월 4일     | 16.6% (6위)    | 16.3% (6위)  |
| 제86회      | 3월 5일     | 15.9% (6위)    | 15.7% (6위)  |
| 제87회      | 3월 8일     | 16.0% (7위)    | 16.1% (7위)  |
| 제88회      | 3월 9일     | 15.7% (7위)    | 15.2% (8위)  |
| 제89회      | 3월 10일    | 14.6% (7위)    | 14.8% (7위)  |
| 제90회      | 3월 11일    | 14.5% (8위)    | 14.1% (8위)  |
| 제91회      | 3월 12일    | 15.8% (5위)    | 15.2% (5위)  |
| 제92회      | 3월 15일    | 14.4% (8위)    | 14.0% (8위)  |
| 제93회      | 3월 16일    | 15.6% (7위)    | 15.0% (8위)  |
| 제94회      | 3월 17일    | 13.9% (7위)    | 13.9% (7위)  |
| 제95회      | 3월 18일    | 15.4% (8위)    | 14.8% (8위)  |
| 제96회      | 3월 19일    | 16.4% (4위)    | 15.9% (3위)  |
| 제97회      | 3월 22일    | 17.2% (4위)    | 16.4% (4위)  |
| 제98회      | 3월 23일    | 15.7% (4위)    | 15.2% (5위)  |
| 제99회      | 3월 24일    | 14.6% (6위)    | 14.6% (6위)  |
| 제100회     | 3월 25일    | 16.8% (5위)    | 16.3% (5위)  |
| 제101회     | 3월 26일    | 16.5% (3위)    | 16.1% (4위)  |
| 제102회     | 3월 29일    | 16.0% (4위)    | 15.5% (7위)  |
| 제103회     | 3월 30일    | 16.4% (4위)    | 16.2% (5위)  |
| 제104회     | 3월 31일    | 15.8% (6위)    | 15.7% (5위)  |
| 제105회     | 4월 1일     | 15.8% (6위)    | 14.8% (6위)  |
| 제106회     | 4월 2일     | 16.3% (4위)    | 16.3% (4위)  |
| 제107회     | 4월 5일     | 16.5% (4위)    | 16.0% (5위)  |
| 제108회     | 4월 6일     | 17.3% (5위)    | 17.1% (3위)  |
| 제109회     | 4월 7일     | 14.7% (6위)    | 14.2% (8위)  |
| 제110회     | 4월 8일     | 16.4% (5위)    | 16.0% (6위)  |
| 제111회     | 4월 9일     | 16.7% (4위)    | 16.5% (4위)  |
| 제112회     | 4월 12일    | 17.5% (4위)    | 17.5% (5위)  |
| 제113회     | 4월 13일    | 17.6% (4위)    | 17.7% (5위)  |
| 제114회     | 4월 14일    | 16.8% (5위)    | 16.3% (5위)  |
| 제115회     | 4월 15일    | 14.0% (6위)    | 13.4% (7위)  |
| 제116회     | 4월 16일    | 16.3% (4위)    | 16.6% (4위)  |
| 평균 시청률 | 평균 시청률 | 14.7%          | 14.4%        |

## 수상
- 2010년 SBS 연기대상 연속극 여자 우수연기상 강성연

## 경쟁 프로그램
- 다 함께 차차차 (KBS 1TV)
- 바람불어 좋은 날 (KBS 1TV)
- 지붕뚫고 하이킥! (MBC)
- 볼수록 애교만점 (MBC)
- 살맛 납니다 (MBC)

## 참고 사항
- <아내의 유혹>, <두 아내>에 이은 '아내 시리즈'의 완결판이었다.[5]
- 극단적 복수와 협박, 납치, 폭행, 사기 등 자극적 범죄행위가 난무하는 비윤리적인 내용을 내보내어 방송통신심의위원회로부터 '주의' 조치를 받았다.[6]
- 기획자 이현석(전 KBS 드라마 PD)는 1995년 KBS에 사표를 제출한 후 용병 이반으로 영화감독 데뷔를 했으나[7] 흥행, 비평 양쪽에서 모두 실패하는 수모를 겪은 뒤[8] SBS 프로덕션에서 드라마 CP[9], 제작총괄국장 겸 드라마 CP[10], 제작본부장[11], 이사[12] 등을 역임했다. 이현석 PD가 SBS 프로덕션의 제작부문이 2009년 7월 SBS 플러스에 합병되자[13] SBS를 떠난 뒤 새롭게 설립한 황금소나무에서 처음 제작한 연속극이었다.